# Santomasia
Santomasia – monotypowy rodzaj roślin okrytonasiennych z rodziny dziurawcowatych. Jedynym przedstawicielem gatunku jest Santomasia steyermarkii (Standl.) N.Robson. Gatunek ten włączany jest do rodzaju dziurawiec Hypericum pod nazwą Hypericum steyermarkii Standl.